# Treviso Foot-Ball Club 1993 2002-2003
Questa voce raccoglie le informazioni riguardanti il Treviso Foot-Ball Club 1993 nelle competizioni ufficiali della stagione 2002-2003.

## Stagione
Il Treviso nella stagione 2002-2003 ha partecipato al campionato di Serie C1 nel girone A e classificandosi al primo posto con 65 punti viene promosso in Serie B insieme all'AlbinoLeffe, che ha vinto i Play-off superando in finale il Pisa. La squadra trevigiana allenata da Aldo Ammazzalorso parte fortissima, ottenendo 38 punti nel girone di andata, poi nel ritorno perde il passo, ma i 27 punti raccolti sono sufficienti per ottenere la promozione con due turni di anticipo, ritornando in Serie B dopo due stagioni. 
Nella Coppa Italia Tim Cup la squadra della Marca viene eliminata al primo turno nella fase a gironi, poiché si è classificata all'ultimo posto nel girone 3 dopo la Triestina (qualificata ai sedicesimi di finale), il Cittadella Padova e il Verona.
Mentre nella Coppa Italia di Serie C il Treviso entra in scena nei sedicesimi di finale, avendo disputato la Coppa Italia nazionale, superando il Pordenone, (perde (1-0) in trasferta e vince (2-0) in casa dopo i supplementari; agli ottavi di finale incrocia il Südtirol che batte sia all'andata a Bolzano (0-2) che al ritorno in casa (4-2); infine nei quarti viene eliminato dal Padova, perdendo (2-1) all'Euganeo e vincendo (4-3) in casa. Al termine della stagione le due squadre che hanno vinto i gironi A e B della Serie C1, Treviso ed Avellino, si sono giocate la quarta edizione della Supercoppa di Serie C1, il trofeo è stato vinto dal Treviso.
 Nella gara di andata l'Avellino vince al Tenni (0-2), nella gara di ritorno accade l'inverosimile, il Treviso si impone (0-2) nella tana degli irpini, e dopo i tempi supplementari, nella lotteria dei calci di rigore i giocatori della Marca si impongono (8-9), alzando al cielo il Trofeo in questa indimenticabile stagione.

## Divise e sponsor
Lo sponsor tecnico è stato Lotto e lo sponsor ufficiale Essetre Thiene.
| Casa |

## Organigramma societario
Area direttiva
- Presidente: Ettore Setten

Area tecnica
- Allenatore: Aldo Ammazzalorso
- Vice Allenatore: Marco Giampaolo

## Rosa
| N. |                   | Ruolo | Calciatore            |
| -- | ----------------- | ----- | --------------------- |
|    | Italia (bandiera) | P     | Walter Bressan        |
|    | Italia (bandiera) | P     | Domenico Doardo       |
|    | Italia (bandiera) | D     | Fabiano Ballarin      |
|    | Italia (bandiera) | D     | Paolo Bianco ()       |
|    | Italia (bandiera) | D     | Matteo Centurioni     |
|    | Italia (bandiera) | D     | Marcello Cottafava    |
|    | Italia (bandiera) | D     | Francesco Galeoto     |
|    | Italia (bandiera) | D     | Ivanoe Lanzara        |
|    | Italia (bandiera) | D     | Gian Paolo Manighetti |
|    | Italia (bandiera) | D     | William Pianu         |
|    | Italia (bandiera) | C     | Daniele Bellotto      |
|    | Italia (bandiera) | C     | Roberto Chiappara     |

| N. |                   | Ruolo | Calciatore             |
| -- | ----------------- | ----- | ---------------------- |
|    | Italia (bandiera) | C     | Antonino D'Agostino    |
|    | Serbia (bandiera) | C     | Ljubisa Dundjerski     |
|    | Italia (bandiera) | C     | Giovanni Fietta        |
|    | Italia (bandiera) | C     | Pasquale Foggia        |
|    | Italia (bandiera) | C     | Fabio Gallo            |
|    | Italia (bandiera) | C     | Roberto Magnani        |
|    | Italia (bandiera) | C     | Alessandro Monticciolo |
|    | Italia (bandiera) | C     | Francesco Parravicini  |
|    | Italia (bandiera) | A     | Vincenzo Chianese      |
|    | Italia (bandiera) | A     | Lauro Florean          |
|    | Italia (bandiera) | A     | Massimo Ganci          |
|    | Italia (bandiera) | A     | Giacomo Lorenzini      |

## Risultati

### Campionato

#### Girone di andata
| Arbitro: | Giannoccaro (Lecce) |

|                        |           |  |
| Ganci 17’ Bellotto 23’ | Marcatori |  |

| Arbitro: | Cenni (Imola) |

|  |           |                      |
|  | Marcatori | 43’ Foggia 83’ Ganci |

| Arbitro: | Velotto (Grosseto) |

|                |           |                                    |
| Dundjerski 37’ | Marcatori | 50’ M. Sella 90+4’ (aut.) Ballarin |

| Arbitro: | Brunialti (Trento) |

|                |           |                                  |
| M. Ragatzu 70’ | Marcatori | 12’ Bellotto 51’ (rig.) Chianese |

| Arbitro: | Santucci (Reggio Calabria) |

|                      |           |                           |
| Banchelli 89’, 90+3’ | Marcatori | 44’ Bianco 45+1’ Chianese |

| Arbitro: | Rocchi (Firenze) |

|                                       |           |  |
| Chianese 22’ Cottafava 63’ Foggia 81’ | Marcatori |  |

| Arbitro: | Lops (Torino) |

|                                |           |  |
| Biava 55’ Bonazzi 90+2’ (rig.) | Marcatori |  |

| Arbitro: | Vicinanza (Albenga) |

|                           |           |               |
| Bellotto 11’ Chianese 88’ | Marcatori | 90+1’ Testini |

| Arbitro: | Squillace (Catanzaro) |

|              |           |                                           |
| Matteini 33’ | Marcatori | 17’ Dundjerski 76’ Foggia 90+3’ Chiappara |

| Arbitro: | M. Mazzoleni (Bergamo) |

|                 |           |  |
| Monticciolo 69’ | Marcatori |  |

| Arbitro: | Nicoletti (Macerata) |

|                    |           |               |
| Gasparetto 1’, 18’ | Marcatori | 17’ Dunjerski |

| Arbitro: | Liberti (Genova) |

|            |           |  |
| Foggia 72’ | Marcatori |  |

| Arbitro: | Romeo (Verona) |

|                                |           |           |
| Ganci 41’ Gallo 53’ Foggia 71’ | Marcatori | 61’ Amore |

| Arbitro: | Tagliavento (Terni) |

|             |           |          |
| Cribari 54’ | Marcatori | 4’ Gallo |

| Arbitro: | Brunialti (Trento) |

|                         |           |  |
| Lorenzini 10’ Gallo 83’ | Marcatori |  |

| Arbitro: | Banti (Livorno) |

|                |           |                                      |
| Clementini 37’ | Marcatori | 23’ Lorenzini 77’ (aut.) Facchinetti |

| Arbitro: | Tonolini (Milano) |

|            |           |  |
| Bianco 38’ | Marcatori |  |

#### Girone di ritorno
| Arbitro: | Tagliavento (Terni) |

|                 |           |  |
| Pisano 35’, 76’ | Marcatori |  |

| Arbitro: | Pantana (Macerata) |

|             |           |                    |
| Ganci 90+1’ | Marcatori | 56’ (rig.) Ambrosi |

| Arbitro: | Brunialti (Trento) |

|  |           |                         |
|  | Marcatori | 35’ Lorenzini 40’ Gallo |

| Arbitro: | Herberg (Messina) |

|                                 |           |            |
| Lorenzini 14’, 57’ Bellotto 18’ | Marcatori | 57’ Rinino |

| Arbitro: | M. Mazzoleni (Bergamo) |

|                           |           |  |
| Foggia 45’, 62’ Gallo 88’ | Marcatori |  |

| Arbitro: | Tonolini (Milano) |

|  |           |               |
|  | Marcatori | 67’ Chiappara |

| Arbitro: | Giannoccaro (Lecce) |

|  |           |                           |
|  | Marcatori | 53’ Araboni 90+2’ Bonazzi |

| Arbitro: | Marelli (Como) |

|               |           |                      |
| Mocarelli 47’ | Marcatori | 82’ (rig.) Chiappara |

| Arbitro: | Ioseffi (Siena) |

|                                   |           |  |
| Chianese 33’ Lorenzini 85’, 90+3’ | Marcatori |  |

| Arbitro: | Banti (Livorno) |

|                |           |  |
| Pellizzaro 25’ | Marcatori |  |

| Arbitro: | Liberti (Genova) |

|                           |           |                  |
| Chianese 57’ Foggia 90+8’ | Marcatori | 90+6’ Gasparetto |

| Arbitro: | Rocchi (Firenze) |

|            |           |                             |
| Arcadio 3’ | Marcatori | 22’, 31’ Ganci 50’ Chianese |

| Arbitro: | Tonolini (Milano) |

|                    |           |                  |
| Sgrigna 14’ (rig.) | Marcatori | 28’ (rig.) Gallo |

| Arbitro: | Squillace (Catanzaro) |

|              |           |              |
| Chianese 69’ | Marcatori | 86’ Olivares |

| Arbitro: | Lena (Ciampino) |

|                              |           |                |
| Giandomenico 39’ Sadotti 90’ | Marcatori | 10’, 70’ Gallo |

| Arbitro: | Brunialti (Trento) |

|                         |           |                     |
| Chianese 68’ Foggia 77’ | Marcatori | 79’, 90+1’ Liolidis |

| Arbitro: | Crugliano (Crotone) |

|                                     |           |                   |
| Chiaretti 54’ Myrtaj 61’ Vasari 76’ | Marcatori | 39’, 57’ Chianese |

### Coppa Italia Tim Cup

#### Girone 3
| Arbitro: | Girardi (San Donà di Piave) |

|                                             |           |                 |
| Turato 31’ Amore 66’ (rig.) Ghirardello 85’ | Marcatori | 47’ Fabio Gallo |

| Arbitro: | Nucini (Bergamo) |

|           |           |                              |
| Pianu 59’ | Marcatori | 25’ Ciullo 45’ (rig.) Zanini |

| Arbitro: | Racalbuto (Gallarate) |

|               |           |                |
| Reginaldo 52’ | Marcatori | 76’ M. Cossato |

### Coppa Italia di Serie C
| Arbitro: | Barbirati (Ferrara) |

|              |           |  |
| Pedriali 30’ | Marcatori |  |

| Arbitro: | Ciliberto (Merano) |

|                           |           |  |
| Reginaldo 85’ Foggia 110’ | Marcatori |  |

| Arbitro: | Marelli (Como) |

|  |           |                         |
|  | Marcatori | 57’ Reginaldo 82’ Ganci |

| Arbitro: | Zanzi (Lugo di Romagna) |

|                                        |           |                                  |
| Reginaldo 6’, 16’, 48’ Parravicini 86’ | Marcatori | 65’ T. Bachlechner 73’ Fimognari |

| Arbitro: | Rocchi (Firenze) |

|                          |           |              |
| Cerbone 48’ Ginestra 76’ | Marcatori | 8’ Reginaldo |

| Arbitro: | Cenni (Imola) |

|                                                          |           |                                    |
| Gallo 10’ (rig.) Chianese 41’ Bellotto 70’ Lorenzini 84’ | Marcatori | 20’ Rossetti 55’, 90+2’ Pietranera |

### Supercoppa di Serie C1

#### Finali
| Arbitro: | Sefanini (Prato) |

|  |           |                                   |
|  | Marcatori | 11’ Vianello 80’ (rig.) Pignalosa |

| Arbitro: | Pantana (Macerata) |

|                                                                      |                      |                                                                        |
| Biancolino Morfù Molino Marra Ignoffo Cinelli Voria De Simone Cecere | Tiri di rigore 8 – 9 | Gallo Chiappara Bianco Galeoto Foggia Pianu Dunderski Lanzara Chianese |